# 田頭章一
田頭 章一（たがしら しょういち、1961年 - ）は、日本の法学者。専門は倒産法。上智大学法学部長・教授。元日本民事訴訟法学会理事。元法務省司法試験考査委員。

## 人物・経歴
1983年熊本大学法学部卒業。1989年神戸大学大学院法学研究科博士課程後期課程単位取得退学、岡山大学法学部助手。1990年岡山大学法学部助教授。1991年コーネル大学ロースクール客員研究員。1998年岡山大学法学部教授。2001年上智大学法学部教授。2004年上智大学大学院法学研究科教授。2008年法務省司法試験考査委員（倒産法）。2009年東京地方裁判所委員会委員。2016年日本民事訴訟法学会理事。2023年上智大学法学部長。

## 著書
- 『企業倒産処理法の理論的課題』有斐閣 2005年
- 『倒産法入門』日本経済新聞社 2006年
- 『講義　破産法・民事再生法』有斐閣 2016年

### 編集
- 『英米倒産法キーワード』（中島弘雅と共編）弘文堂 2003年
- 『民事法 1 (民法・民事訴訟法)』（遠藤賢治, 塩崎勤, 潮見佳男, 升田純と共編）民事法研究会 2008年